# Tadeusz Reytan

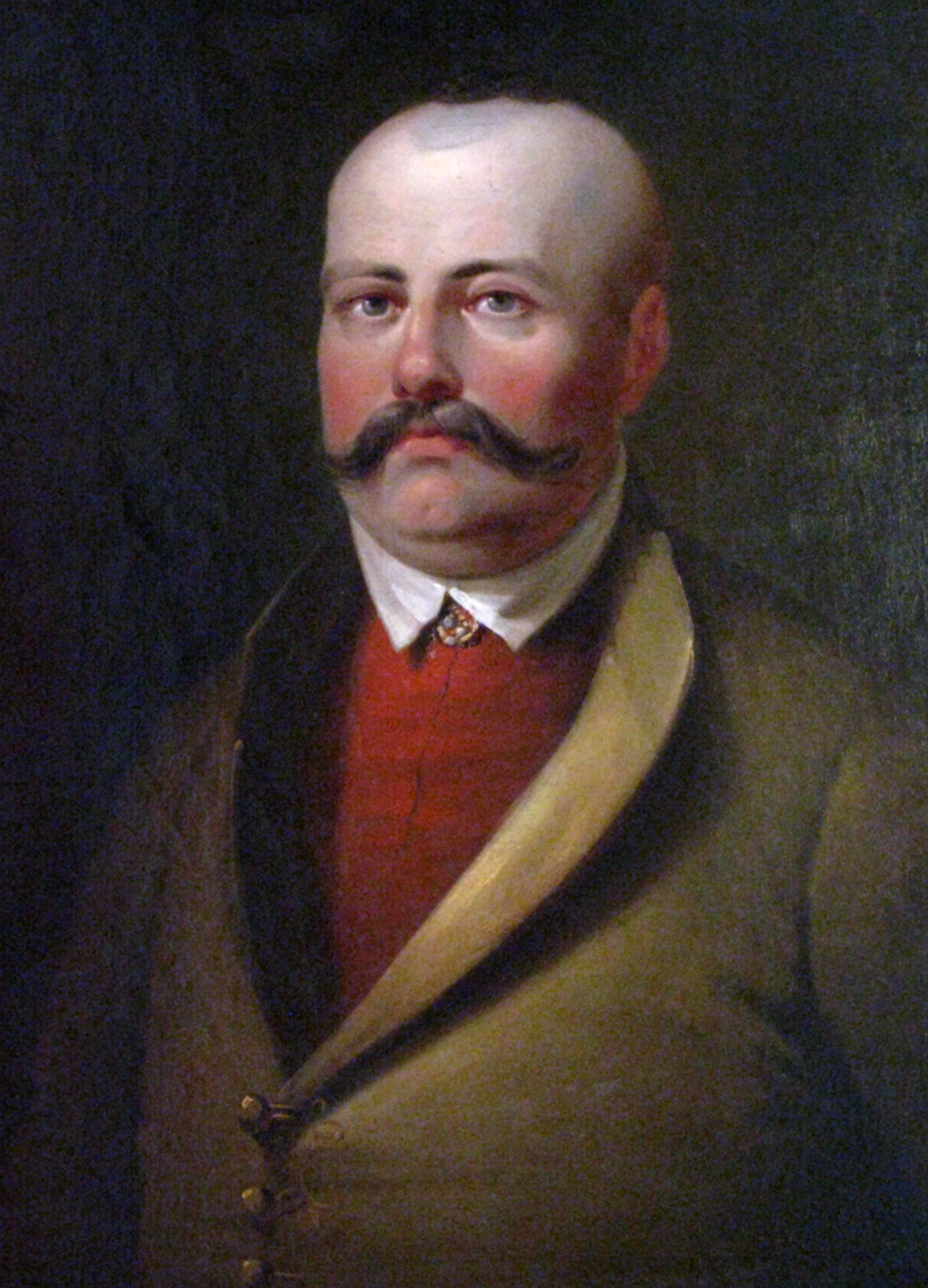
Tadeusz Reytan

Tadeusz Reytan (andere Schreibweisen Rejtan, Reyten; * 20. August 1742 in Hruszówka; † 8. August 1780 ebenda) war ein polnischer Adeliger, Patriot und Abgeordneter zum polnischen Sejm, der durch seinen Widerstand gegen die Erste Teilung Polens berühmt geworden ist.

## Leben
Reytan war Abgeordneter der Stadt Nowogródek und wandte sich am 19. April 1773 auf der ersten Sitzung des Sejms zusammen mit Samuel Korsak und Stanisław Bohuszewicz gegen den Antrag des Sejmmarschalls Adam Poniński auf Konstitution eines „konföderierten Sejms“, der der Teilung zustimmen sollte. Reytan zweifelte die Legitimation Ponińskis an und weigerte sich, den Sitzungssaal zu verlassen. Wegen dieser Aktion wurde er von einem Gericht zu einer Gefängnisstrafe und der Konfiszierung seines Eigentums verurteilt. Er blieb aber im Sitzungssaal und stellte sich am 21. April dort Abgeordneten entgegen, die den Saal verlassen wollten – diese Szene ist auf einem berühmten Gemälde von Jan Matejko festgehalten. Am 22. April verließ er schließlich nach Garantien durch ausländische Botschafter den Sejm. Er blieb noch bis 1776 in Warschau und kehrte dann auf sein Landgut zurück, wo er im Alter von 38 Jahren unverheiratet verstarb.

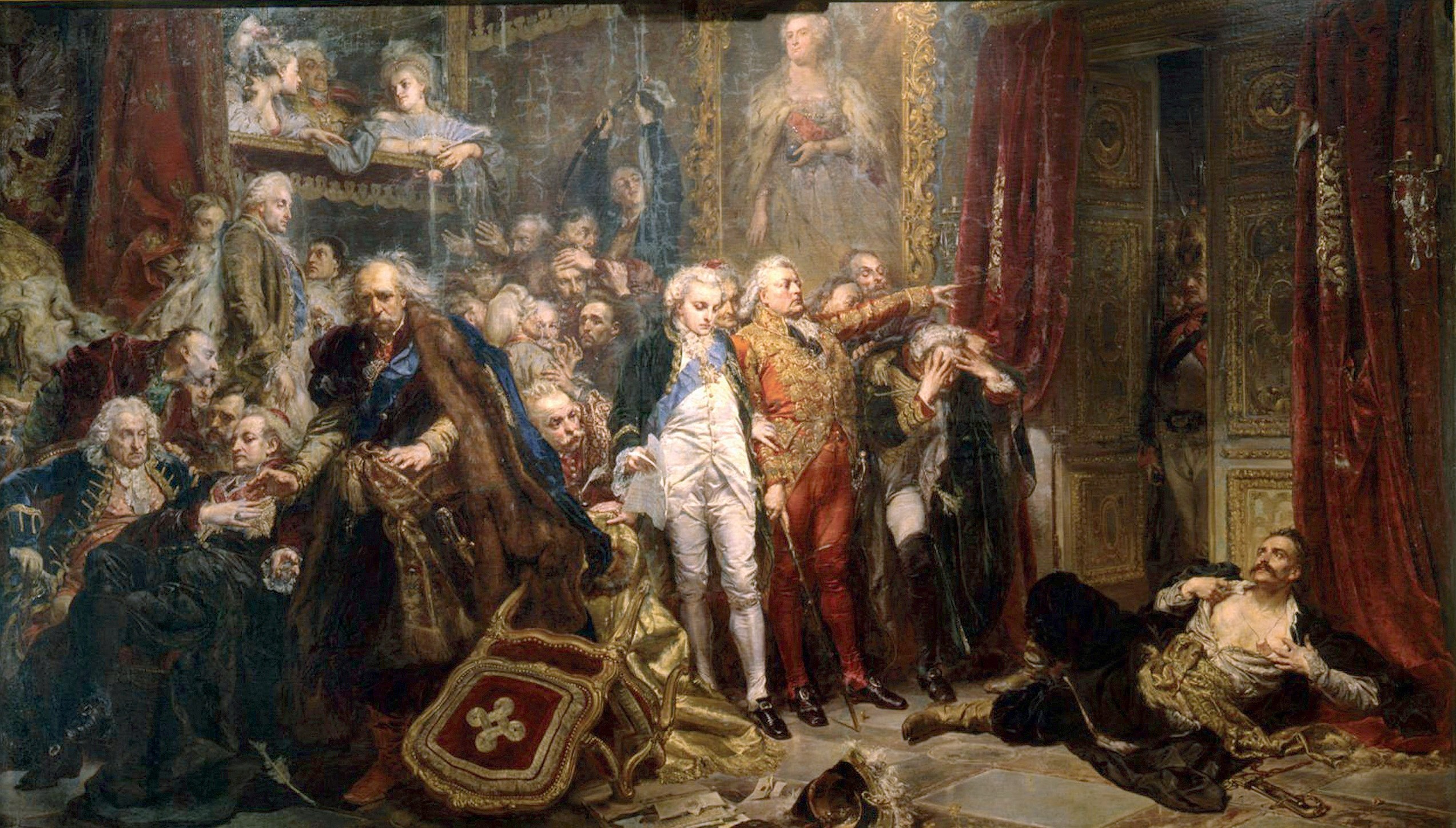
„Reytan – der Fall Polens“ (Bild von Jan Matejko aus dem Jahr 1866)

Reytan galt späteren Generationen als ein Symbol für die Unabhängigkeit Polens. Nach ihm sind in ganz Polen zahlreiche Straßen und auch Schulen benannt.